# Aneriophora
Aneriophora es un género poco conocido de mosca sírfida del sur de Sud América. Contiene una sola especie, Aneriophora aureorufa. Inicialmente fue descrita como Eriophora por Rodolfo Amando Philippi (1865) pero dicho nombre ya estaba tomado por una araña, Eriophora (Simon, 1864), razón por la que fue cambiado a Aneriophora por Stuardo y Cortés (1952).
Mide 20 mm o más. Cubierta de vello anaranjado; no se conocen sus estadios larvales. Se la encuentra en el sur de Chile y Argentina.
Es un mímico batesiano del abejorro sudamericano, Bombus dahlbomii. Su tamaño, coloración y comportamiento son notablemente similares, y eso le permite engañar a los depredadores.